# Niévroz

Niévroz este o comună în departamentul Ain din estul Franței.